# Nakamura Jiro
Nakamura Jiro (sinh ngày 22 tháng 8 năm 2003) là một cầu thủ bóng đá người Nhật Bản.

## Sự nghiệp câu lạc bộ
Nakamura Jiro hiện đang chơi cho Gamba Osaka.